# Технически ръководител
Технически ръководител е длъжностно лице на изпълнителя, което е пряко отговорно за изграждането на определена сграда, съоръжение, комплекс и почти всички видове строителни обекти.

## Типова характеристика
Технически ръководител могат да бъдат всички лица, които имат завършено строително средно специално образование със специалност Строителство и архитектура, както и архитекти и строителни инженери.
Работата на техническия ръководител изисква поемане на пряка отговорност и би трябвало всеки обект да има един (главен) ръководител, който да подписва акта за приемане на строителна площадка, отговоря за спазването на правилата по всички направления (безопасност, качество и сметки) и подписва протокола за предаване на строителната площадка.

## Права на техническия ръководител
1. Има право да контролира всеки вид работа на съответния строеж.
2. Да глобява всеки едни работник, който нарушава изискванията за безопасност на труда.
3. Да изисква по добро качество на свършената работа от работника.
4. Да предлага за уволнение всеки работник, който отказва да изпълнява поставените задачи.

## Задължения на техническия ръководител
1. Подписва акт за приемане на строителната площадка, ако е главен изпълнител или акт за осигурен фронт за работа.
2. Проверява и изучава подробно проектите по всички части.
3. Изучава нормативите, стандартите и справочната литература, неоходими за компетентно ръководене.
4. Участва и изпълнява задълженията си по установяване на количествата, съгласуване на мостри и съставяне на цени.
5. Участва и изпълнява задълженията си по взаимоотношенията си с другите технически ръководители, инвеститорски контрол, надзора и работниците.
6. Пряко ръководи работническите екипи и следи за безопасността и хигиена на труда.
7. Организира, ръководи и контролира изпълнението на строителните и монтажните работи по обем, време и качество като дава постоянни указания.
8. Наблюдава работата на изпълнителите и им осигурява работа по графика.
9. Следи за изпълниението на работните проекти, стандартите и технологични спецификации и да не допуска каквито и да е отклонения от тях, без да има писмено съгласие или нареждане от лицата, които по договор имат право на това.
10. Води предвидените за съотвения вид работа дневници и съставя актове за видовете работи, които подлежат на закриване.
11. Съставя количествени сметки, анализни цени, транспортни схеми, изчисления и месечни актове за разплащане, ако това задължение му е възложено с трудовия договор.
12. Участва при изпитанията и предаването на обекта в съответствие със задълженията му.